# 熊谷直實
熊谷直實（1141年3月24日—1207年9月27日）是日本平安時代末期至鎌倉時代初期的武將。鎌倉幕府御家人。熊谷直貞次子。通稱次郎。以武藏國熊谷鄉（現埼玉縣熊谷市）為根據地。

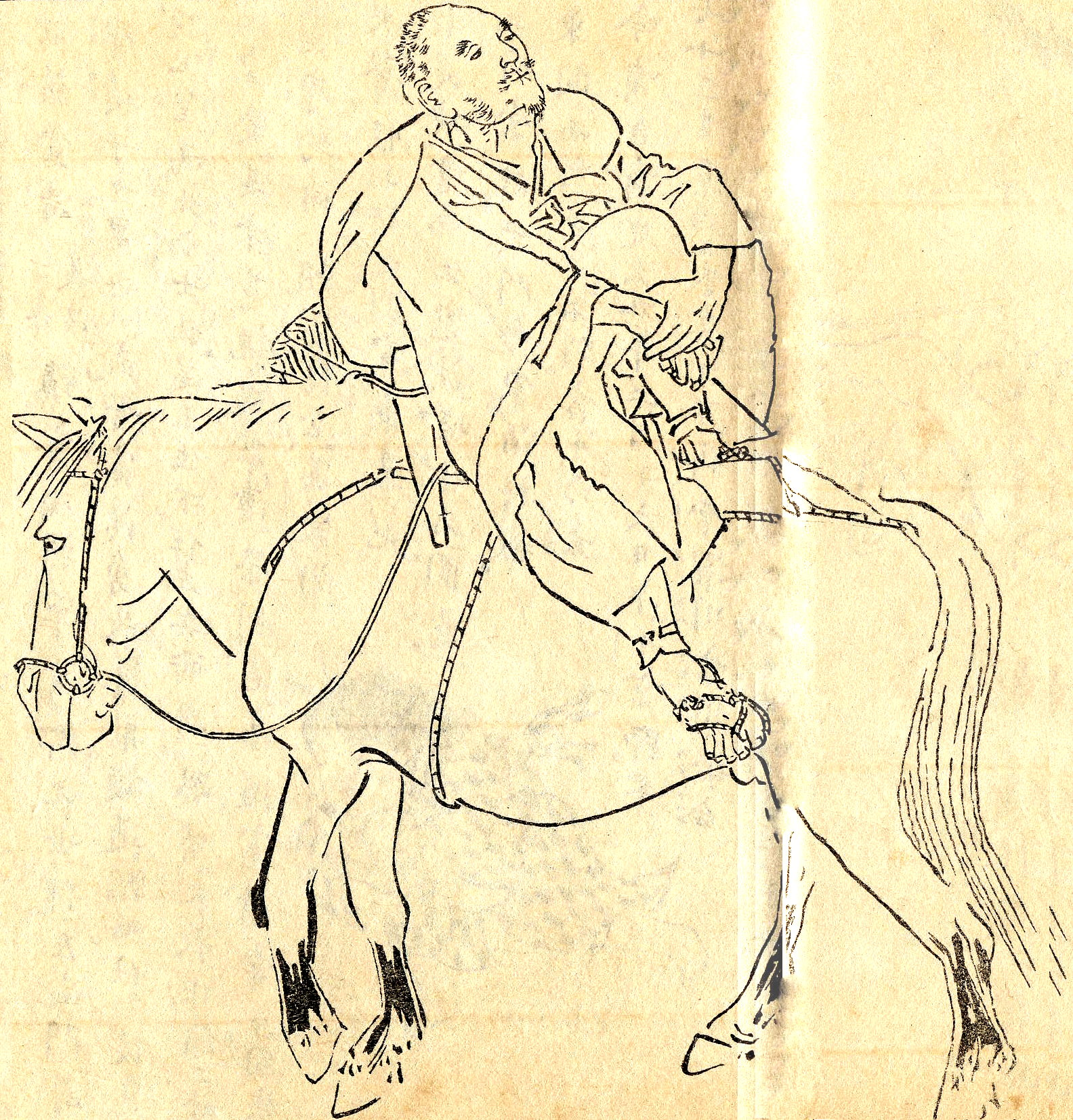

[[File:
[[File: 

## 生涯
原仕於平家，以石橋山之戰為契機，臣從源賴朝，成為御家人。根據『平家物語』，一之谷之戰之時，單槍匹馬擊敗一名平家的年輕武者，之後檢視首級確認是平清盛之侄平敦盛，其過程也成為能劇『敦盛』等的劇目。
日後因感嘆年輕生命的驟逝而出家，成為淨土宗法然上人的門徒，法號蓮生，又稱蓮生法師。開創熊谷寺、法然寺、光明寺、寶樹寺等。

## 脚注
1. ↑  「四十八巻伝」27

## 關連項目
- 熊谷氏
- 熊谷信直